# Дольке, Магда фон
Магда фон Дольке (дат. Magda von Dolcke; 28 февраля 1838 года, Обенро, Дания ― 22 октября 1926, Роскилле, Дания) ― датская актриса театра и глава гастролирующей театральной труппы. Также известна как любовница шведского короля Оскара II. 

## Биография
Дебютировала в Дании, где была известна под псевдонимом Розалинде Томсен. В 1860 году завязала роман с норвежским писателем Бьёрнстьерне Бьёрнсоном. В 1873—1874 годах выступала в Королевском драматическом театре в Стокгольме. В эти же годы стала любовницей шведского короля: королева София Нассауская в это время находилась в Германии под предлогом восстановления пошатнувшегося здоровья. После 1874 года фон Дольке выступала на сцене Малого театра в Стокгольме и с 1876 ― в Театре Юргордена и в Народном театре в Гётеборге.
Как актриса Магда фон Дольке была удостоена различных отзывов. Так, Август Стриндберг восхищался её естественным поведением на сцене, в то время как Фриц фон Дардел называл её красивой, но бездарной авантюристкой, которой дали место в королевском театре из-за её связи с монархом. С 1874 года фон Дольке гастролировала по Швеции со своей собственной театральной труппой, где, среди прочего, дебютировал Альберт Ранфт.
Ушла со сцены после свадьбы с владельцем фабрики Боссе в Копенгагене.
Умерла в 22 октября 1926 года.